# Museum Reinickendorf
Das Museum Reinickendorf ist ein Regionalmuseum im Berliner Bezirk Reinickendorf, das eine ständige Ausstellung zur Geschichte des Bezirks, ebenso wie wechselnde Ausstellungen zur Stadt- und Kulturgeschichte Reinickendorfs, bietet. Das Museum ist eine Kultureinrichtung des Bezirks Reinickendorf. Es wurde 1980 in einem ehemaligen, nun denkmalgeschützten Schulgebäude von 1889 in Alt-Hermsdorf eingerichtet.

## Beschreibung
Zum Museumskomplex gehören drei Gedenkorte:
- Gedenkort mit Geschichtslabor am Eichborndamm 238: Medizinische Verbrechen in der ehemaligen Städtischen Nervenklinik für Kinder (1941–45)[2]
- Historischer Ort Krumpuhler Weg auf dem Gelände eines ehemaligen Zwangsarbeiterlagers
- Schau(ins)fenster Hannah Höch auf dem ehemaligen Grundstück der Künstlerin Hannah Höch

## Schwerpunkte
Die ständige Ausstellung des Museums thematisiert die ersten Besiedlungsspuren von der Steinzeit (8000–10.000 Jahre v. Chr.), über die mittelalterliche Gründung der sechs Dörfer Heiligensee, Hermsdorf, Tegel, Dalldorf (seit 1905 Wittenau), Reinickendorf und Lübars bis zur Entwicklung des Bezirks zum Industriestandort Ende 19. und Anfang des 20. Jahrhunderts. 
Wesentlicher Teil der Ausstellung ist die kritische Darstellung der NS-Zeit. Zur Nachkriegsgeschichte gehören die Teilung Berlins mit dem Mauerbau und Reinickendorf als französische Besatzungszone.
Das Museum widmet sich auch Reinickendorfer Persönlichkeiten wie der Künstlerin Hannah Höch (1889–1978) sowie dem Psychiater und Schriftsteller Wladimir Lindenberg (1902–1997).
Immer wieder werden Sonderausstellungen zusammengestellt und es gibt auch speziell auf Schulklassen zugeschnittene Veranstaltungen und Führungen.

## Kooperationen
Das Museum Reinickendorf arbeitet mit einer Reihe von Partnern zusammen, auf kommunaler Ebene unter anderem mit der Stolpersteine-Initiative Reinickendorf, mit den Grund- und Oberschulen des Bezirks sowie einzelnen Einrichtungen der Kultur-, Bildungs- und Jugendarbeit.
Themenübergreifende Projekte werden unter anderem in Zusammenarbeit mit dem Arbeitskreis Berliner Regionalmuseen (ABR) realisiert.

## Die heutigen Museumsgebäude in Hermsdorf
Es handelt sich um das Schulhaus der Hermsdorfer Gemeindeschule, das nach Plänen und unter Leitung des Architekten Ernst Busse errichtet wurde. Die Eröffnung als Bildungseinrichtung erfolgte im Jahr 1889. Bereits in den Jahren 1897 bis 1899 mussten Erweiterungsmaßnahmen durchgeführt werden, deren Entwürfe ebenfalls von Busse stammten. Auf dem Hof entstand 1905/1906 ein weiteres Schulgebäude, das der Amtsbaurat Gustav Hoffmann geplant und ausgeführt hat.
Das erste Schulgebäude ist ein zweigeschossiges Doppelhaus mit großen straßenständigen Giebelfronten im Backsteinstil.
In den Bauten befand sich eine Schule (erste Adresse Dorfstraße, dann Hauptstraße 55; ab 1952 Alt-Hermsdorf). Alle Ende des 19. Jahrhunderts entstandenen Schulen von Reinickendorf waren einfache Volksschulen, die sich nur durch ihre Namen unterschieden. In der Gemeindeschule im Dorfkern von Hermsdorf unterrichtete in den 1890er Jahren Lehrer Schmidt. Bis 1905 waren im Kreisamtsbereich Reinickendorf weitere Schulen eröffnet worden, nun unterschied man sie in I. bis V. Gemeindeschule. Im Jahr 1910 hatte die I. Gemeindeschule die geänderte Adresse Lindauer Straße (zugleich gab es an dieser Stelle ein Realprogymnasium).